# 救助袋

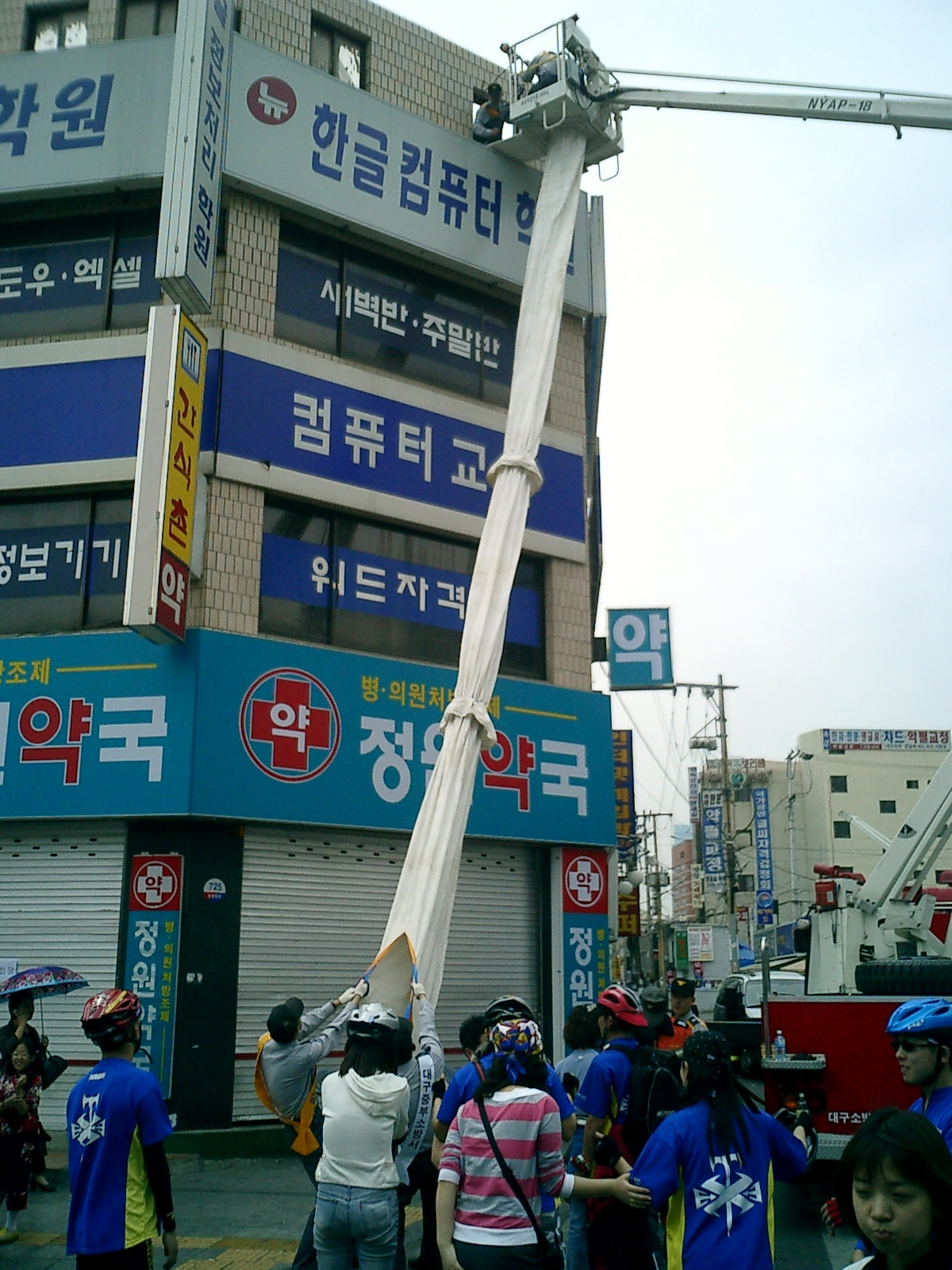
韓国での使用例

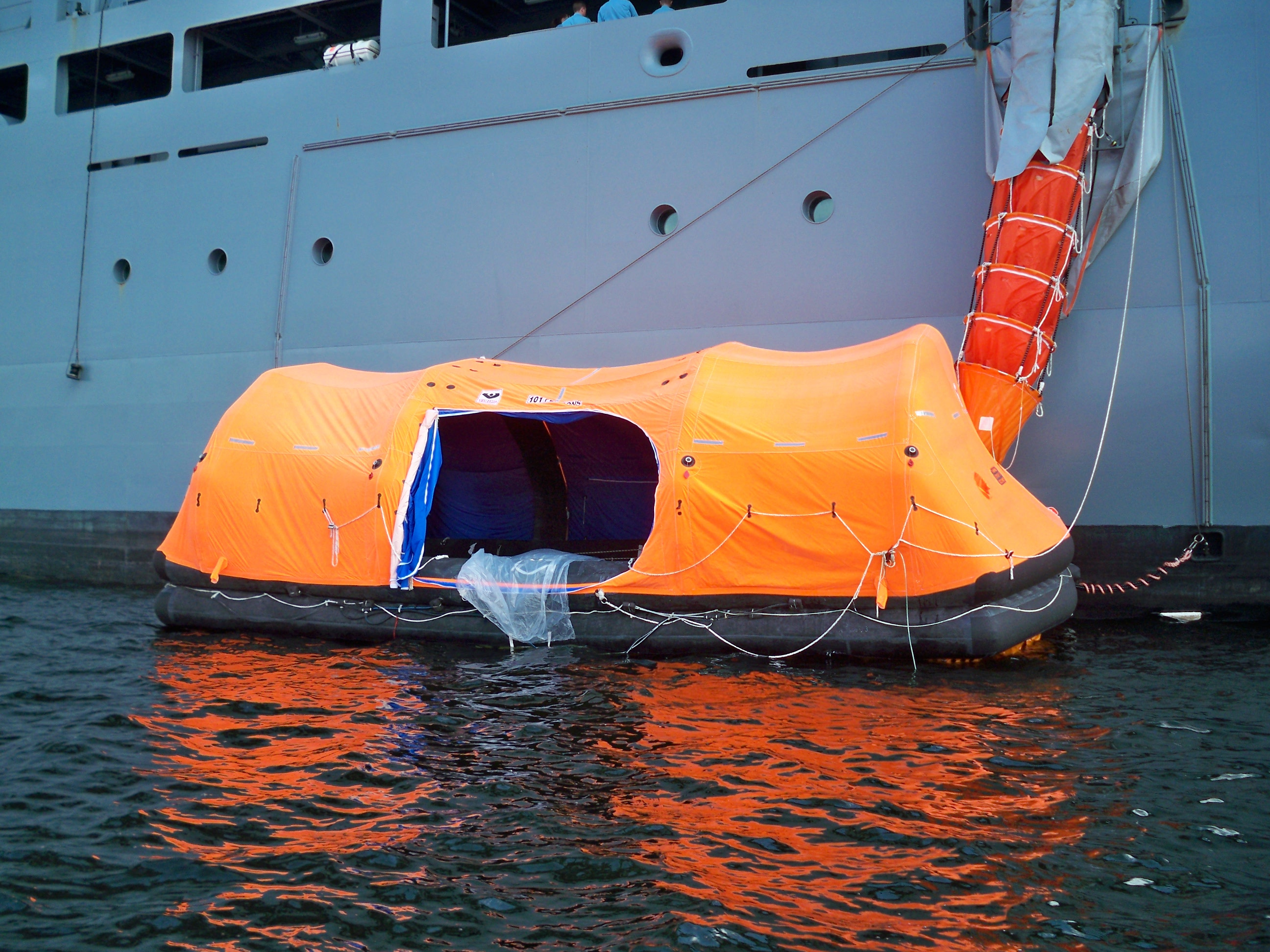
海上に浮かべた救命いかだへ脱出シュート（滑り台）が接続している様子。

ISO 7010で海上用脱出シュートのある場所を示す安全標識

救助袋（きゅうじょぶくろ）とは、避難する際に窓から降下させて、布状の袋本体の内部を滑り降りる避難器具のひとつである。脱出シュートとも呼ばれる。

## 概要
救助袋は垂直に滑り降りる垂直降下式救助袋と、ほぼ45度の角度で張り渡してその内部を斜めに滑り降りる斜降式救助袋とがある。垂直式は斜降式に比べ、場所をとらずに迅速に避難できる利点がある。連続降下も可能である(らせん式の場合)。斜降式は斜めに滑り降りるので連続降下が可能だが、降下空間や避難空地を広く取らねばならず、降下開始までの準備に時間がかかるという欠点を持っている。
救助袋の先端には袋本体を避難先まで確実に投下するための、砂袋などでできた重りが設置されている。
垂直式は内部が螺旋状になっており、滑り降りるスピードが出過ぎないよう、平均して毎秒4メートル程度の速度で降りられるように工夫されている。なお斜降式は筒状の布であるが降下速度は毎秒7メートル程度である。